# Naselje Starosjedilaca
Naselje Starosjedilaca (en serbe cyrillique : Насеље Старосједилаца) est un village de Bosnie-Herzégovine. Il est situé dans la municipalité d'Istočna Ilidža, république serbe de Bosnie.